# Vanessa Morgan
Vanessa Morgan Mziray (n. 23 martie 1992, Ottawa, Ontario, Canada) este o actriță și cântăreață  canadiană, cel mai bine cunoscută pentru rolul "Sarah" din cadrul serialului pentru adolescenți "Bona mea este un vampir", de la Disney Channel. În prezent, aceasta joacă în serialul Riverdale de la CW, personajul atribuit fiind Antoinette Topaz.

## Filmografie
| Anul | Titlul                     | Rolul            | Note                         |
| 2000 | A Diva's Christmas Carol   | Young Ebony      | film de televiziune          |
| 2010 | Harriet the Spy: Blog Wars | Marion Hawthorne | film de televiziune          |
| 2010 | Frankie and Alice          | Young Frankie    | film teatral                 |
| 2010 | My Babysitter's a Vampire  | Sarah            | film de televiziune          |
| 2011 | Geek Charming              | Hannah           | Film original Disney Channel |

| Anul      | Titlul                    | Rolul            | Note          |
| --------- | ------------------------- | ---------------- | ------------- |
| 2007–2010 | The Latest Buzz           | Amanda Pierce    | Rol principal |
| 2011–2012 | My Babysitter's a Vampire | Sarah            | Rol principal |
| 2012      | A.N.T. Farm               | Jeanne / Vanessa | 4 episoade    |
| 2013      | Degrassi                  | Vanessa          |               |
| 2017-2023 | Riverdale                 | Toni Topaz       | Rol secundar  |